# Бют-Шомон (станция метро)
Бют-Шомон (фр. Buttes Chaumont) — станция линии 7bis Парижского метрополитена, расположенная в XIX округе Парижа. Названа по одноимённому парку, вблизи которого расположена. 

## История
Открыта 13 февраля 1912 года, на год с лишним позже, чем само ответвление, вычлененное 3 декабря 1967 года в самостоятельную линию 7bis.
Пассажиропоток по станции по входу в 2011 году, по данным RATP, составил 575 182 человек.В 2013 году этот показатель снизился до 507 867 пассажиров (299 место по данному показателю в Парижском метро)

## Географическое положение
Вблизи станции расположены рю Манин, студия Бют-Шомон, рю ду Плато, рю Кардуччи, а также подразделения фонда Адольфа Ротшильда.